# Кнедлик
Кнедлик (чеш. knedlík, словац. knedľa) — отварное изделие из теста или картофеля. Кнедлики варятся в воде или на пару и могут быть с какой-либо начинкой или без начинки. Они формуются в шарики или батон.
Национальное блюдо чешской и словацкой кухни. Название происходит от немецкого слова «knödel» и закрепилось в чешском языке в начале XIX века. Классические рецепты кнедликов происходят от венских рецептов XIX века, которые без изменений или с минимальными изменениями были использованы в Чехии и Словакии.
Иногда подаются к столу как отдельное блюдо.

## Виды кнедликов
Кнедлики бывают из теста (чеш. houskové knedlíky) и из картофеля (чеш. bramborové knedlíky). В тесто могут добавляться дополнительные ингредиенты, например бекон, хрен, черемша. В отличие от теста для овощной пасты (напр. pasta con gli spinaci), в которой овощная паста смешивается с тестом до однородного состояния, добавки в кнедлики замешиваются в готовое тесто кусочками. Существует также разновидность с фруктами (чеш. ovocné knedlíky). Кнедлики формы больших шаров с начинкой (чеш. plněné knedlíky) являются полноценным блюдом. Могут быть сладкими или нет, всё зависит от начинки.

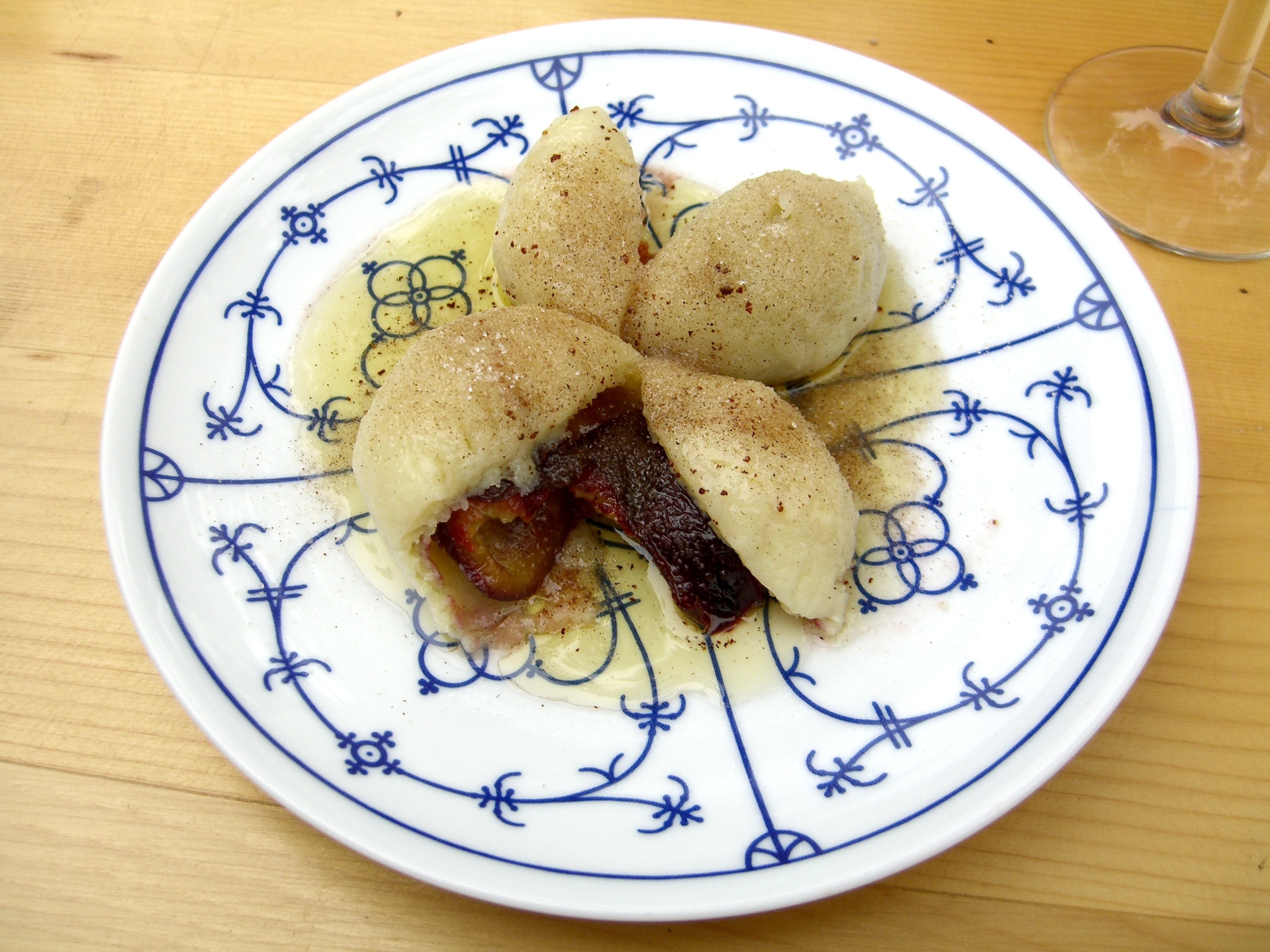
Фруктовые кнедлики со сливами
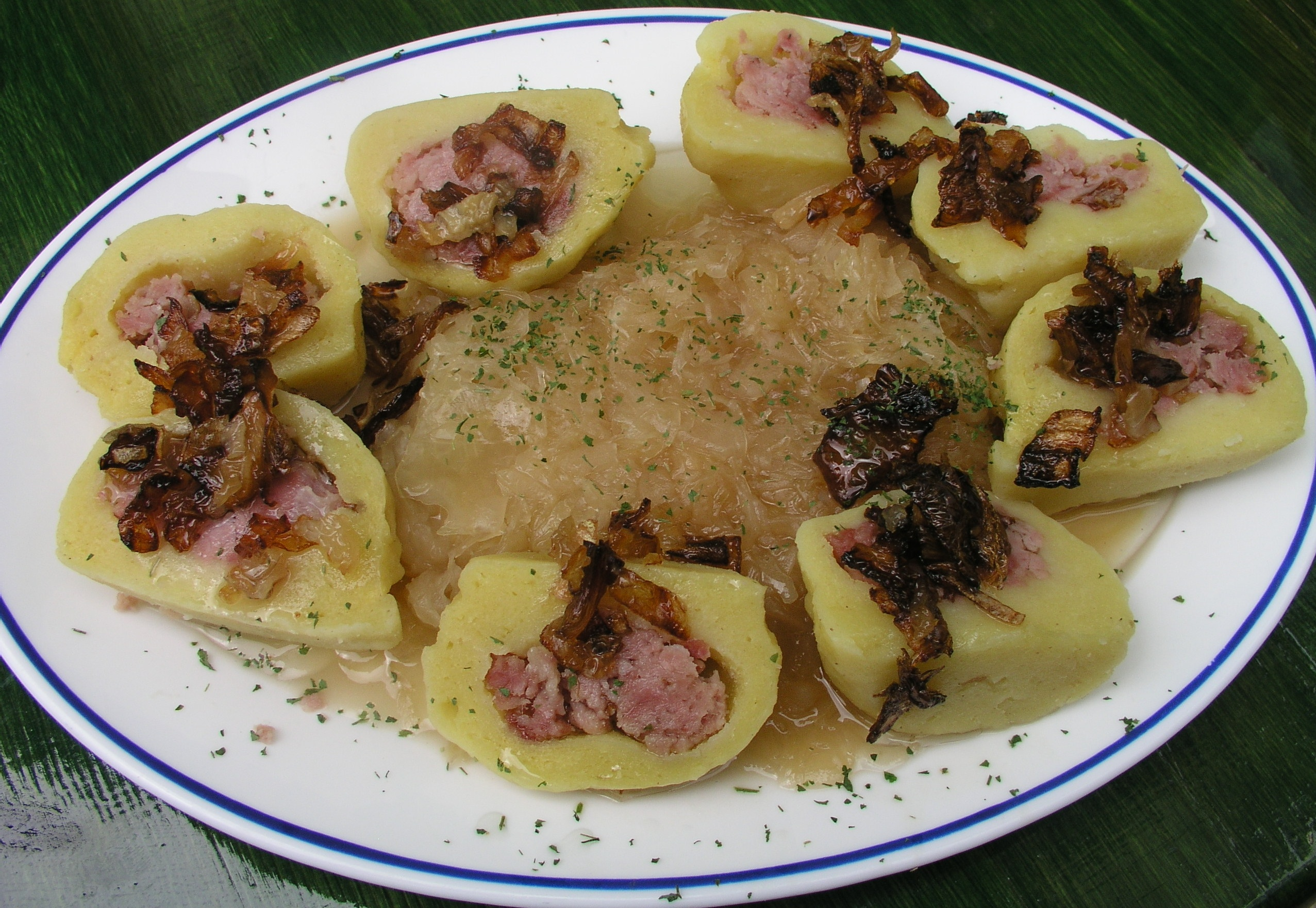
Картофельные кнедлики с капустой

Kнедлики в форме батона обычно режутся и подаются как гарнир к горячему мясному блюду, часто с густыми соусами.

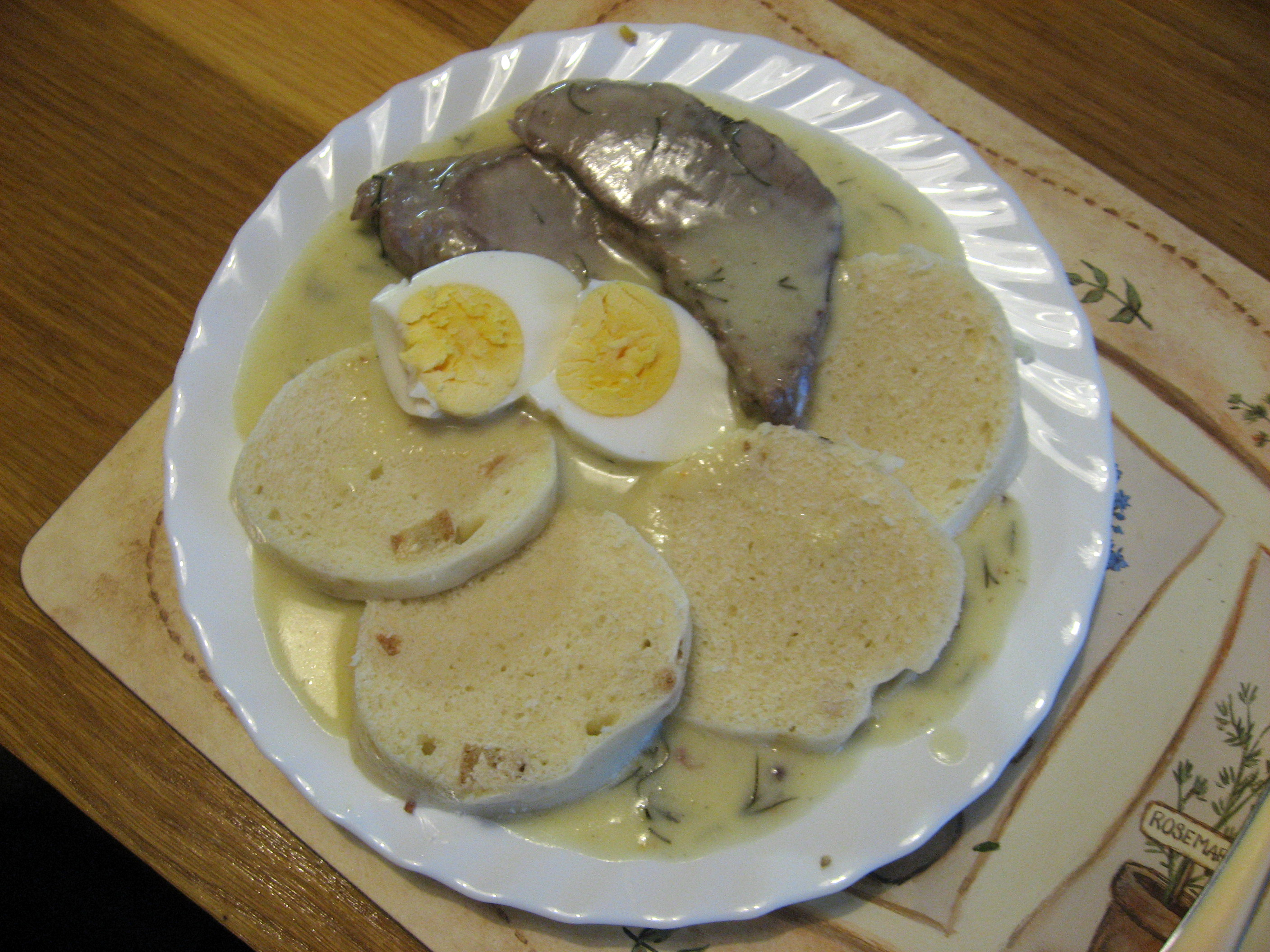
Укропный соус с кнедликами, говядиной и яйцом
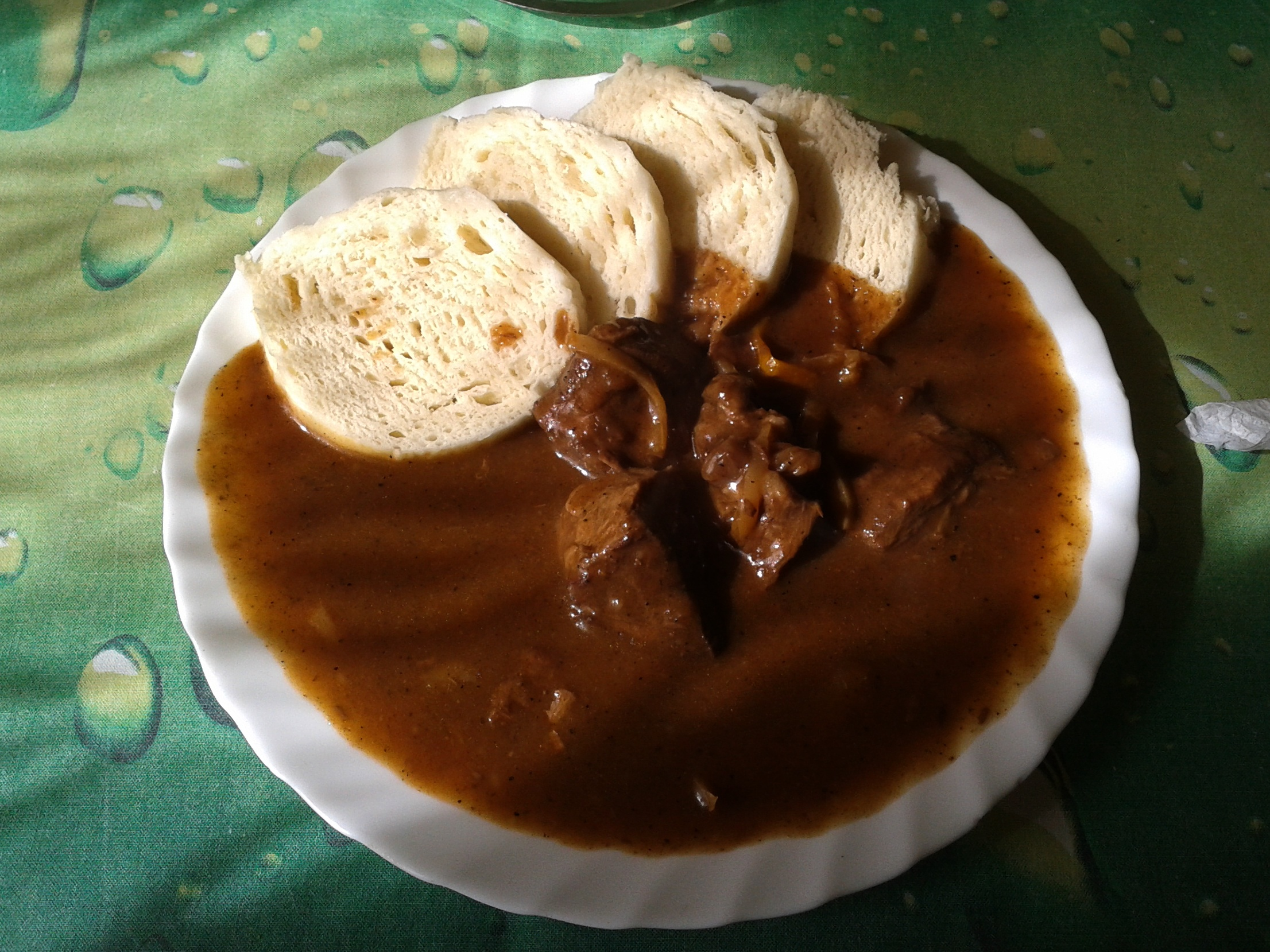
Говяжий гуляш с кнедликами
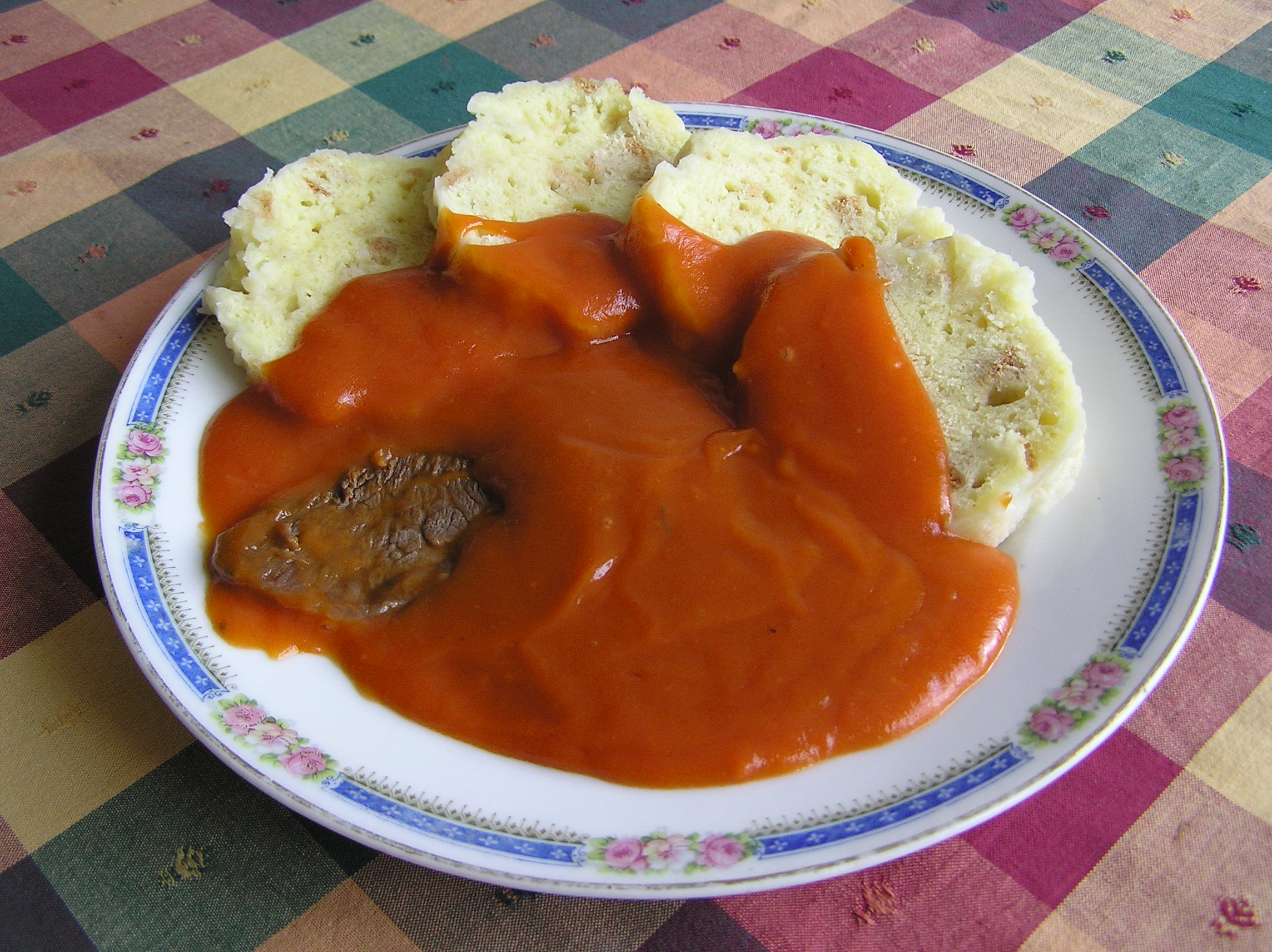
Сладкий томатный соус (чеш. rajská omáčka) с кнедликами
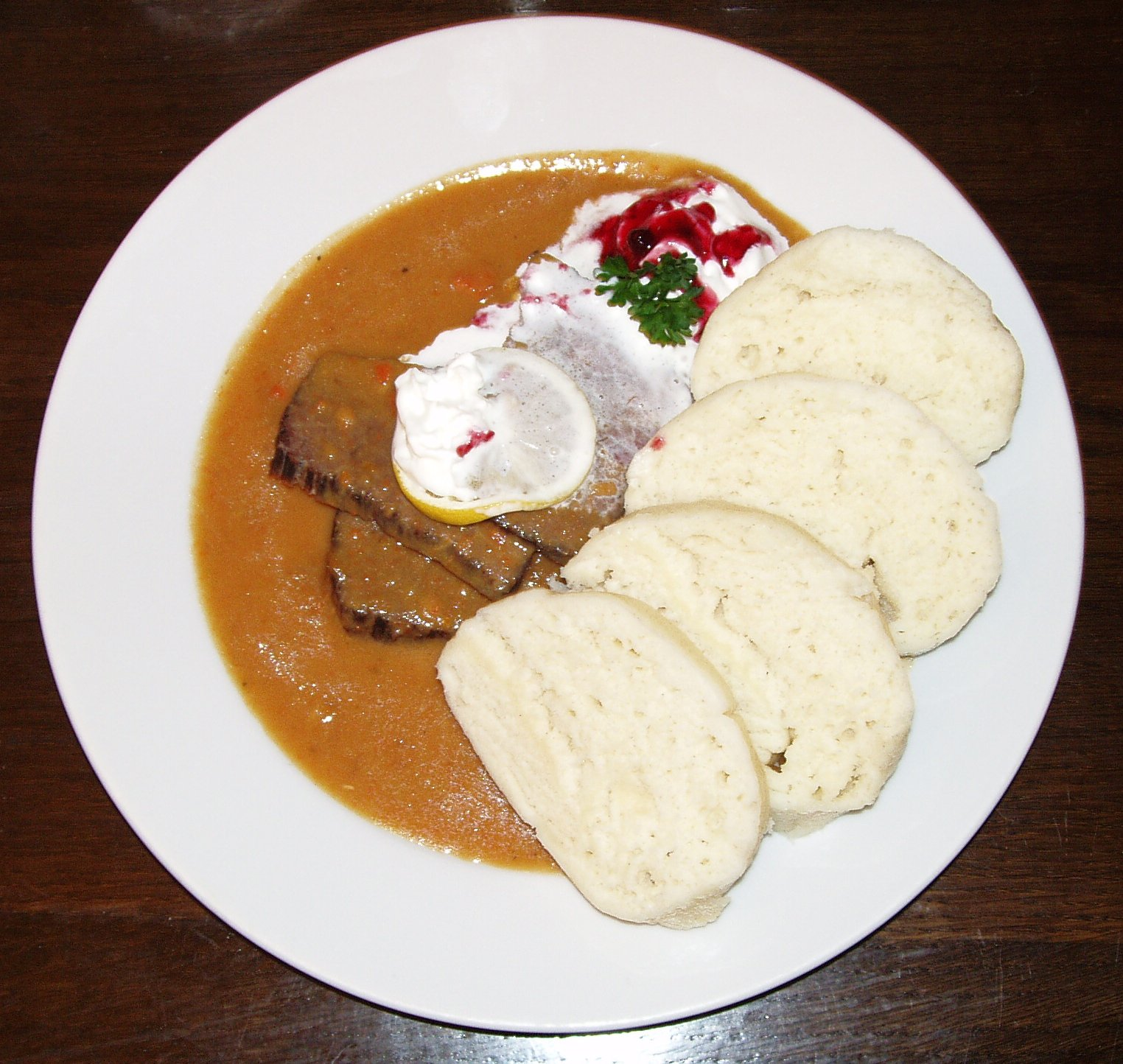
Свичкова - запечённая говяжья вырезка с кнедликами (чеш. svíčková)
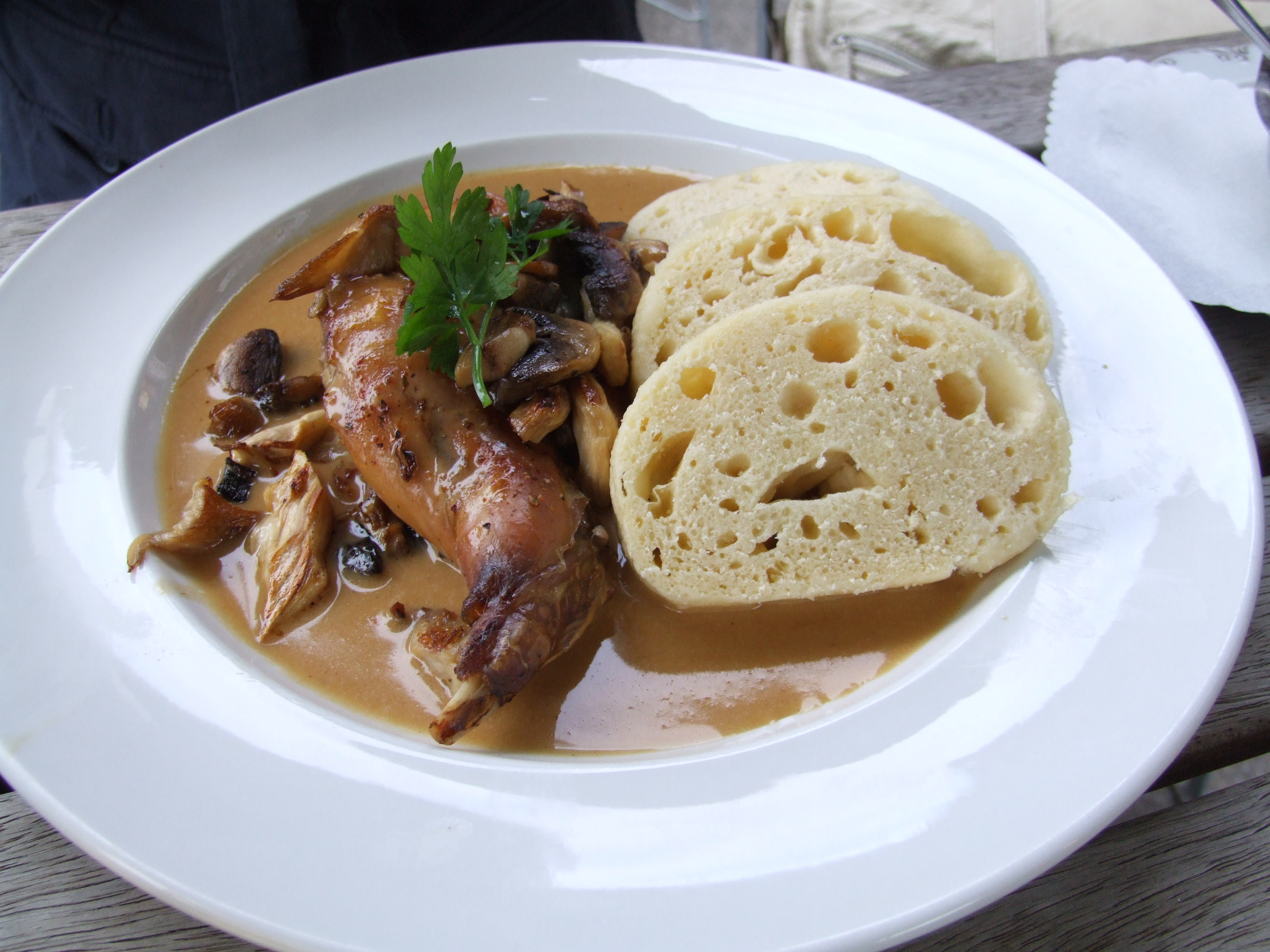
Ножка кролика с соусом и кнедликами

Также существует несколько разновидностей маленьких кнедликов: «кнедлички», «лохматые» (чеш. chlupaté knedlíky) или «скользкие» (чеш. klouzáky). Этот вид кнедликов может добавляться в суп в самом конце процесса готовки или подаваться отдельно как гарнир.
Т. н. галушки (чеш. halušky) (не путать с украинскими) также зачастую относят к кнедликам, хотя фактически они являются словацкой вариацией ньокки, равно как и непосредственно ньокки (чеш. noky).

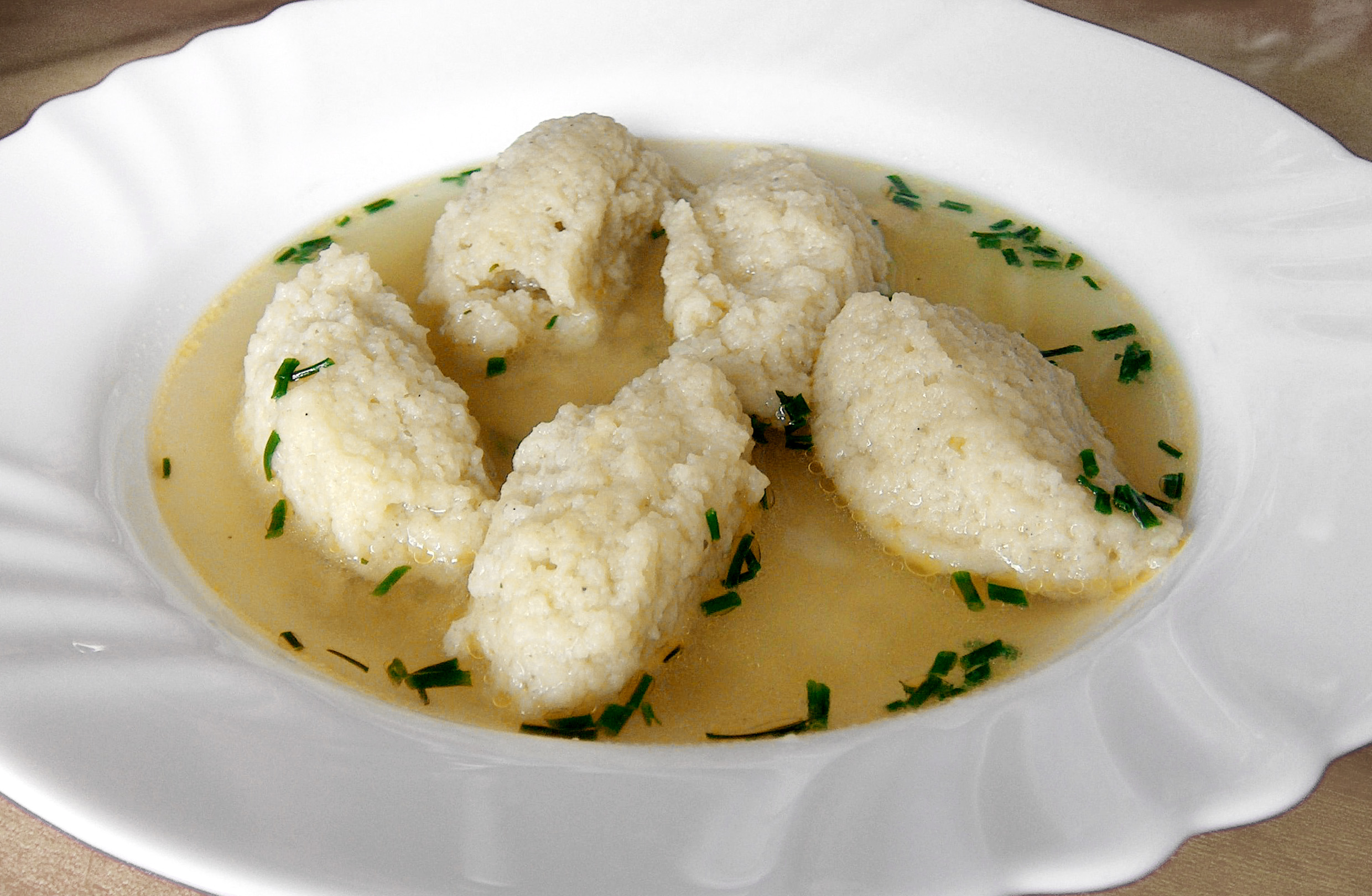
Суп с кнедликами
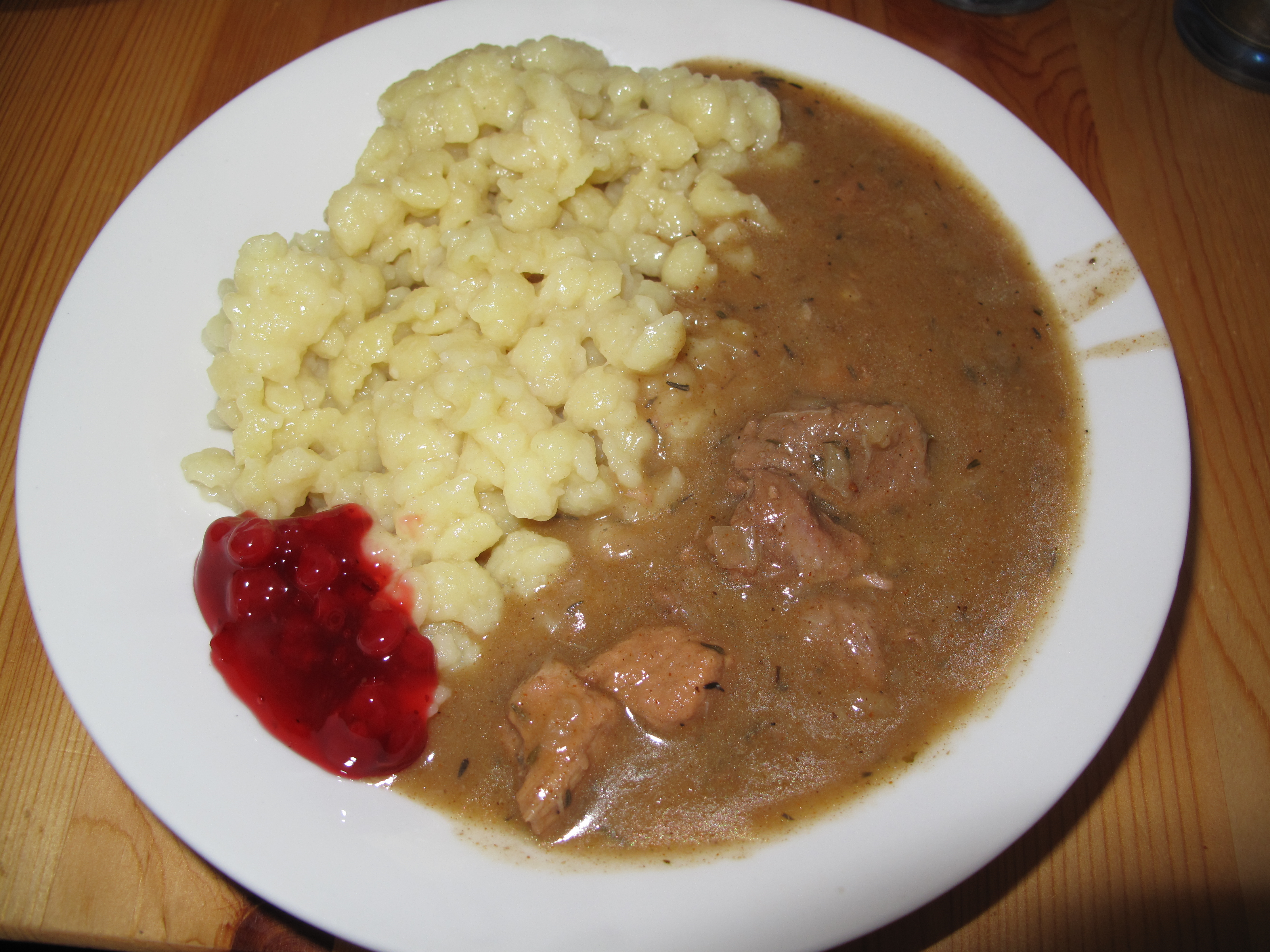
Лохматые кнедлики с гуляшом
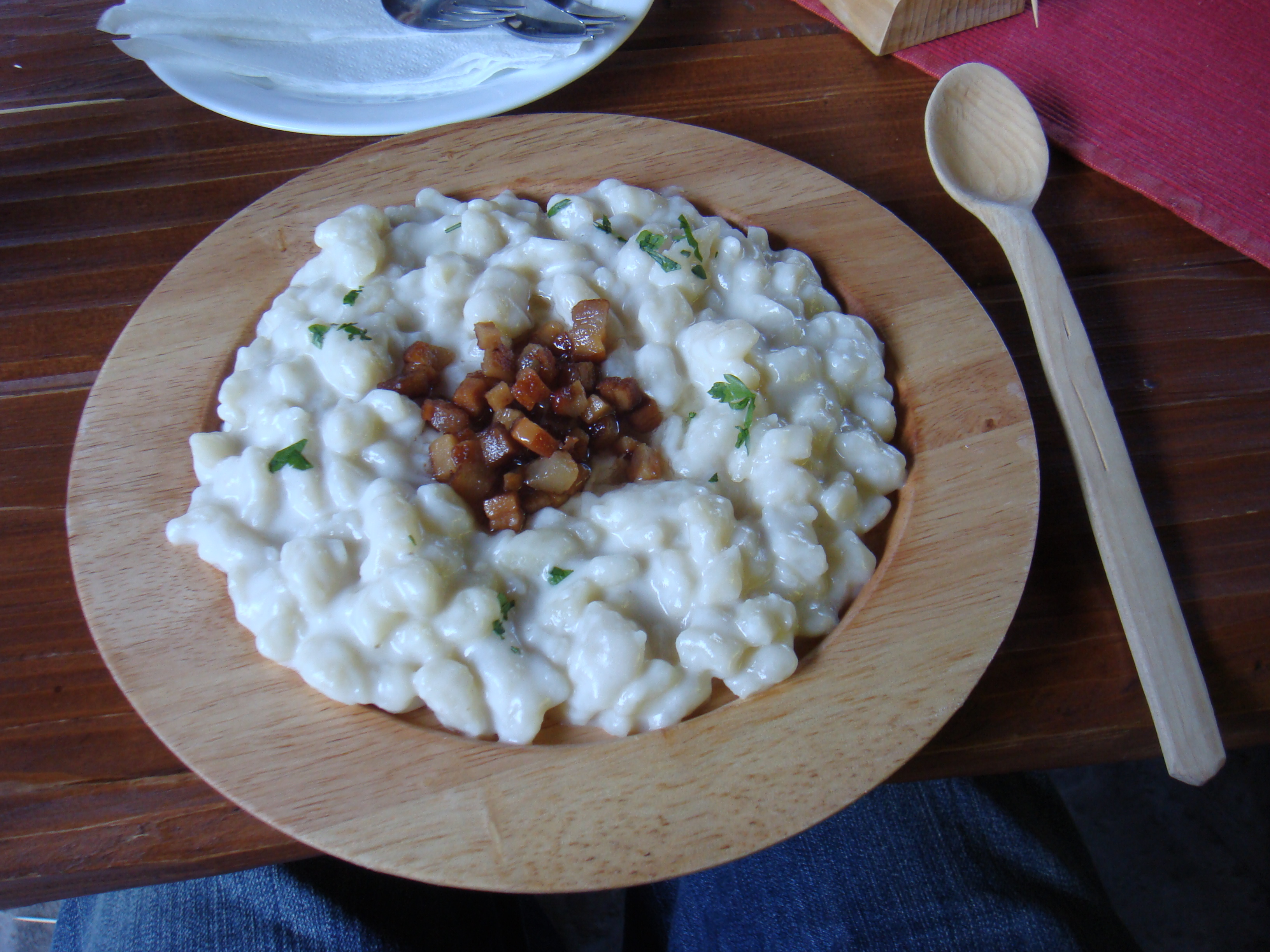
Словацкие галушки с брынзой и беконом